# Saccharomycotina
Saccharomycotina là một phân ngành nấm của ngành Ascomycota và thuộc giới Nấm.
Phân ngành này bao gồm một lớp duy nhất là Saccharomycetes và một bộ duy nhất là Saccharomycetales.